# Falta amor
Falta amor è il secondo album del gruppo rock messicano Maná, ed il primo a essere pubblicato sotto etichetta WEA International. Uscito nel 1990, l'album ha ottenuto il successo commerciale dall'uscita del primo singolo, Rayando el sol.

## Tracce
1. Gitana – 4:15
2. Refrigerador – 3:50
3. Rayando El Sol – 4:16
4. Buscándola – 4:09
5. Soledad – 4:38
6. Falta Amor – 4:15
7. Estoy Agotado – 3:53
8. Perdido En Un Barco – 4:16
9. La Puerta Azul – 3:14
10. Maeo – 3:58
11. No Me Mires Asi – 4:44

Durata totale: 45:28